# Kaštel Koriolana Cipika
Kaštel Koriolana Cipika je nevelká pevnost postavená roku 1481. Jedná se vlastně o opevněný dům s nádvořím. Nachází se v chorvatské obci Kaštel Stari (v konurbaci Kaštela) ve Splitsko-dalmatské župě.

## Historie
Kaštel, neboli malý hrad trogirského šlechtice Koriolana Cipika (uváděn též jako Cepio, Cippico, Ćipiko) byl první z kaštelů postavených v Kaštelském zálivu na dalmatském pobřeží Jaderského moře v oblasti zvané Kaštela na obranu proti Turkům.
16. srpna roku 1476 získal Koriolan Cipiko povolení od trogirského kníže Troila Maripietra postavit si na vlastní náklady ochranný hrad. Koriolan musel celou osadu opevnit náspem a příkopem a vystavět úkryty pro dobytek. Výstavba pevnosti a osídlení u moře byla začátkem urbanizace celé oblasti současného souměstí Kaštela.
Koriolanův hrad byl postaven v roce 1481 na útesech mořského pobřeží, avšak již roku 1490 byl zničen požárem, ale za pomoci benátských úřadů byl již v roce 1493 hrad obnoven.
Vesnice, která vznikla v blízkosti hradu, je obklopena hradbami z roku 1507. Podobně jako u podobných opevněných osad v kaštelanském souměstí byla zeď kolem osady postavena na třech stranách, přičemž boční zdi jsou prodloužené do určité hloubky moře.
První osadníci pocházející z potkozjačkih vesnic Raduna a Šušnjara.
Rod Cipiků později rozdělil svůj majetek na dvě části, každá z nich s opevněnou osadou a jedním hradem. Starší Koriolanův hrad dal vzniknout osadě se jménem Kaštel Stari a kaštel Pavla Cipika pak Kaštel Novi.

## Galerie

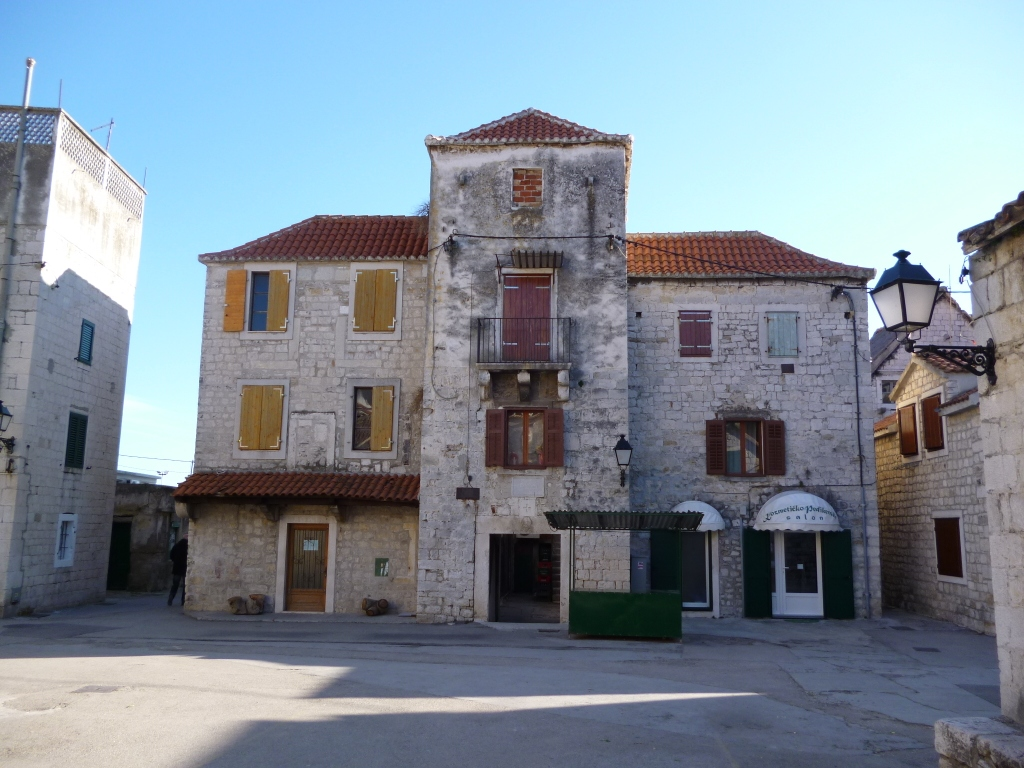
Hrad Koriolana Cipika
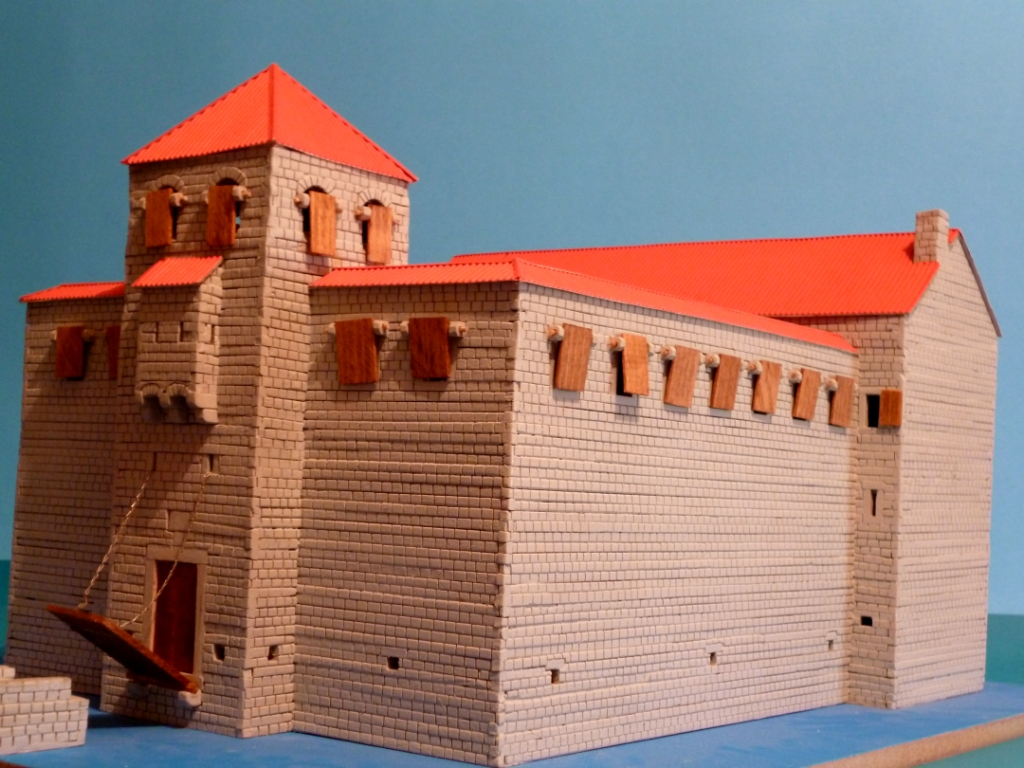
Model hradu: pohled z pevniny
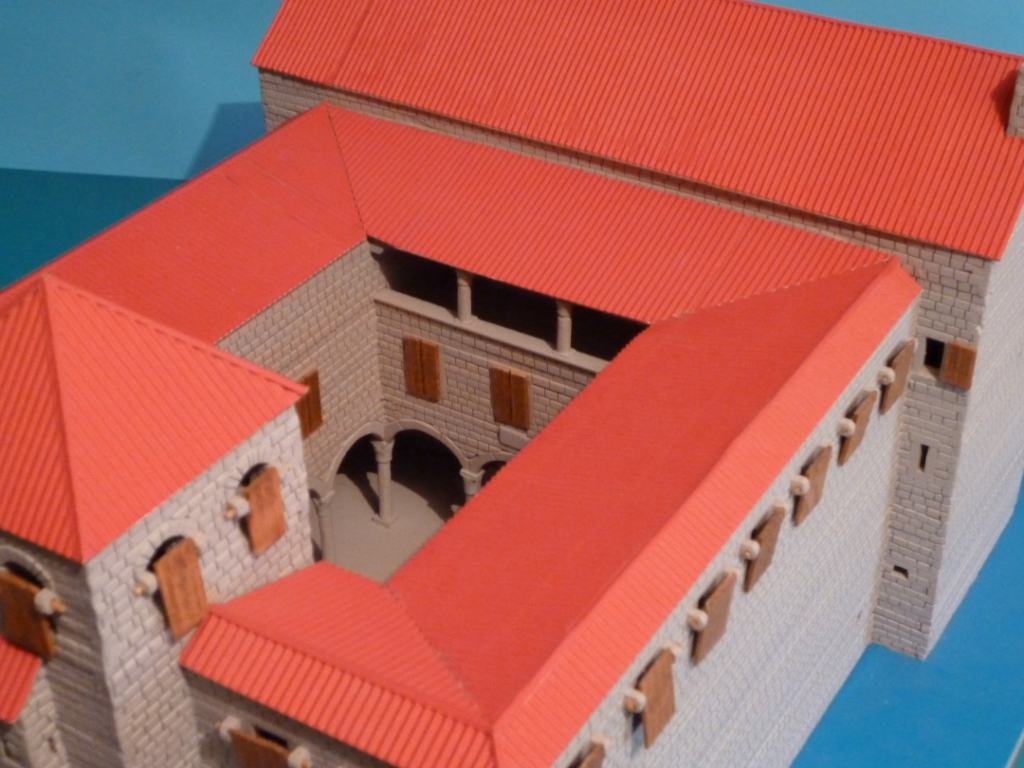
model hradu: pohled shora
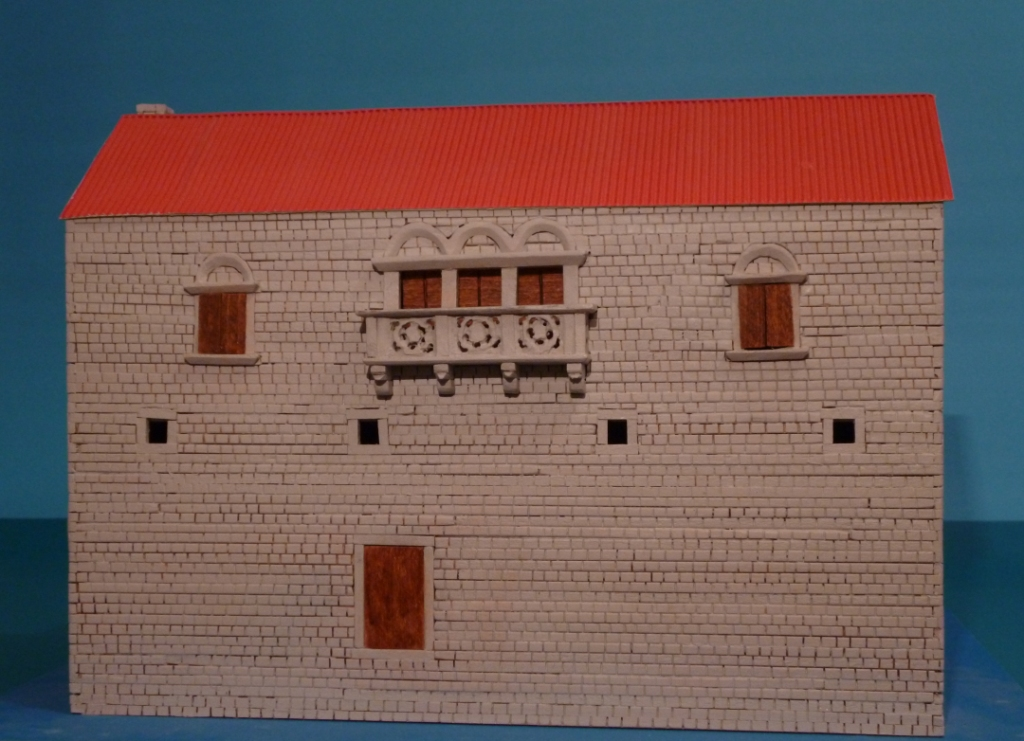
model hradu: pohled od moře